# كرة المضرب على الكراسي المتحركة في الألعاب البارالمبية الصيفية 2024
نُظمت منافسات كرة المضرب على الكراسي المتحركة في الألعاب البارالمبية الصيفية 2024 في باريس، فرنسا، في الفترة ما بين 30 أغسطس و7 سبتمبر. وقد أقيمت البطولة في ملعب رولان جاروس على أرضية ترابية، وتضمنت المنافسات الفردي والزوجي للرجال والنساء والرباعيات. 

## التصفيات المؤهلة
يمكن لكل لجنة بارالمبية وطنية (NPC) إدخال ما يصل إلى أحد عشر مكانًا مؤهلاً كحد أقصى، موزعة كالتالي: 
- أربعة رياضيين ورياضيات في منافسات الفردي للرجال والسيدات.
- ثلاثة رياضيين في الفردي للفئات الرباعية.
- فريقان في منافسات الزوجي للرجال والسيدات.
- فريق واحد في الزوجي للفئات الرباعية.

تُخصص أماكن التأهل للرياضيين الأفراد، وليس للجنة الوطنية. يجب أن يكون لدى جميع الرياضيين تصنيف رسمي في قائمة تصنيف لاعبي كرة المضرب على الكراسي المتحركة وأن يكونوا جزءًا من فريق مُعتمد في حدث كأس الفرق العالمية لمدة عامين على الأقل بين 2021 و2024، يجب أن يكون أحد تلك الأحداث في 2023 أو 2024. 
§ :المتأهلون للزوجي
| البطولة المؤهلة                     | التاريخ           | المكان   | الرجال | السيدات | الفئات الرباعية |
| ----------------------------------- | ----------------- | -------- | --- | --- | --- |
| البطولات الأوروبية البارالمبية 2023 | 8–20 أغسطس 2023   | روتردام  | هولندا | هولندا | — |
| الألعاب البارالمبية الإفريقية 2023  | 3–12 سبتمبر 2023  | أكرا     | جنوب إفريقيا | المغرب | — |
| الألعاب الآسيوية البارالمبية 2022   | 22–28 أكتوبر 2023 | هانغتشو  | اليابان | اليابان | — |
| ألعاب بارابان الأمريكية 2023        | 17–25 نوفمبر 2023 | سانتياغو | الأرجنتين | الولايات المتحدة | — |
| توزيع التصنيف العالمي للفردي        | 15 يوليو 2024     | —        | النمسا · بلجيكا · البرازيل · البرازيل · تشيلي · الصين · الصين · كوستاريكا · فرنسا · فرنسا · فرنسا · فرنسا · بريطانيا العظمى · بريطانيا العظمى · بريطانيا العظمى · بريطانيا العظمى · إسرائيل · إيطاليا · اليابان · اليابان · اليابان · ماليزيا · هولندا · هولندا · هولندا · كوريا الجنوبية · إسبانيا · إسبانيا · إسبانيا · سريلانكا · الولايات المتحدة · الولايات المتحدة | الأرجنتين · تشيلي · الصين§ · الصين§ · الصين§ · الصين§ · كولومبيا§ · فرنسا§ · فرنسا§ · فرنسا§ · ألمانيا · بريطانيا العظمى§ · اليابان§ · اليابان§ · اليابان§ · هولندا§ · هولندا§ · هولندا§ · جنوب إفريقيا§ · سويسرا | أستراليا · البرازيل§ · كندا · تشيلي§ · تشيلي§ · بريطانيا العظمى§ · إسرائيل · هولندا§ · هولندا§ · جنوب إفريقيا§ · تركيا§ · الولايات المتحدة |
| دعوة اللجنة الثنائية                | يوليو             | —        | 12 | فرنسا§ · بريطانيا العظمى§ · إسرائيل · اليابان§ · هولندا§ · المغرب§ · المغرب§ · كولومبيا§ تايلاند جنوب إفريقيا§ ·                                                                                                  | البرازيل§ · بريطانيا العظمى§ · جنوب إفريقيا§ · تركيا§                                                                                      |

## الحائزون على الميداليات
| الفعالية       | الذهبية                                   | الفضية                                          | البرونزية                                      |
| -------------- | ----------------------------------------- | ----------------------------------------------- | ---------------------------------------------- |
| الفردي للرجال  | توكيتو اودا · اليابان                     | ألفي هيويت · بريطانيا العظمى                    | جوستافو فرنانديز · الأرجنتين                   |
| الزوجي للرجال  | بريطانيا العظمى · ألفي هيويت · غوردون ريد | اليابان · توكيتو اودا · تاكويا ميكي             | إسبانيا · مارتن دي لا بوينتي · دانييل كافرزاشي |
| الفردي للسيدات | يوي كاميجي · اليابان                      | ديدي دي جروت · هولندا                           | أنييك فان كوت · هولندا                         |
| الزوجي للسيدات | اليابان · يوي كاميجي · مانامي تاناكا      | هولندا · ديدي دي جروت · أنييك فان كوت           | الصين · غوو لوياو · وانغ زيينغ                 |
| الفردي الرباعي | نيلز فينك · هولندا                        | سام شرودر · هولندا                              | غي ساسون · إسرائيل                             |
| الزوجي الرباعي | هولندا · سام شرودر · نيلز فينك            | بريطانيا العظمى · أندرو لابثورني · جريجوري سليد | جنوب إفريقيا · دونالد رامفادي · لوكاس سيثول    |

## جدول الميداليات
*   البلد المضيف ( فرنسا)
| المرتبة | NPC             | ذهبية | فضية | برونزية | المجموع |
| ------- | --------------- | ----- | ---- | ------- | ------- |
| 1       | اليابان         | 3     | 1    | 0       | 4       |
| 2       | هولندا          | 2     | 3    | 1       | 6       |
| 3       | بريطانيا العظمى | 1     | 2    | 0       | 3       |
| 4       | إسرائيل         | 0     | 0    | 1       | 1       |
| 4       | إسبانيا         | 0     | 0    | 1       | 1       |
| 4       | الأرجنتين       | 0     | 0    | 1       | 1       |
| 4       | جنوب إفريقيا    | 0     | 0    | 1       | 1       |
| 4       | الصين           | 0     | 0    | 1       | 1       |
| المجموع | المجموع         | 6     | 6    | 6       | 18      |

## وصلات خارجية
- كتاب النتائج